# Physostegania odrussa
Physostegania odrussa là một loài bướm đêm trong họ Geometridae.